# Compsobata nitidicollis
Compsobata nitidicollis är en tvåvingeart som först beskrevs av Frey 1947.  Compsobata nitidicollis ingår i släktet Compsobata och familjen skridflugor. Inga underarter finns listade i Catalogue of Life.